# Ljerka Belak
Pour les articles homonymes, voir Belak.
Ljerka Belak (1948-2021) est une actrice yougoslave puis slovène.

## Biographie
Née en 1948 à Ljubljana, elle fut élève au Šubičeva gimnazija et au Gimnazija Poljane (sl). Ayant pris dans sa jeunesse des cours de théâtre à Križanke avec Balbina Battelino Baranovič (sl), ainsi que des cours de danse avec Pino Mlakar (en), elle étudia ensuite à l'Académie de théâtre, radio, cinéma et télévision de Ljubljana de 1965 à 1970 où elle put s'inscrire malgré sa grossesse.
Elle a joué dans presque tous les théâtres professionnels slovènes. Elle a été employée de 1971 à 1993 au Théâtre national slovène de Celje (sl), puis en 1993, sur l'invitation de Zvone Šedlbauer, elle rejoignit l'ensemble d'acteurs du Théâtre municipal de Ljubljana (en), où elle est restée jusqu'à sa retraite en 2009. Tout en travaillant dans des théâtres professionnels, elle a également collaboré avec des troupes de théâtre amateur à la maison et en Carinthie, en Autriche. Elle a participé à plus de 200 pièces radiophoniques, 20 dramatiques télévisées et plusieurs films (Kavarna Astoria, Carmen, ...). Elle vivait avec Bogomir Veras (sl) dans les environs de Ljubljana.
Après sa retraite, en plus d'autres projets ponctuels, elle a animé sur Radiotelevizija Slovenija l'émission Storž ) et Le dimanche matin avec Ljerka à partir de 2012 et de 2014 à 2016 l'émission Dost mam! Sur Net TV.

## Distinctions
Ljerka Belak a reçu le prix Prešeren en 1981, le Prix Sever (sl) en 1987, le Prix Borštnik (sl) en 1989 et le titre de Noble Comédien aux Journées de la Comédie à Celje. En 2015, elle a reçu l'anneauBorštnik (sl) et le prix Ježek (sl)

## Galerie

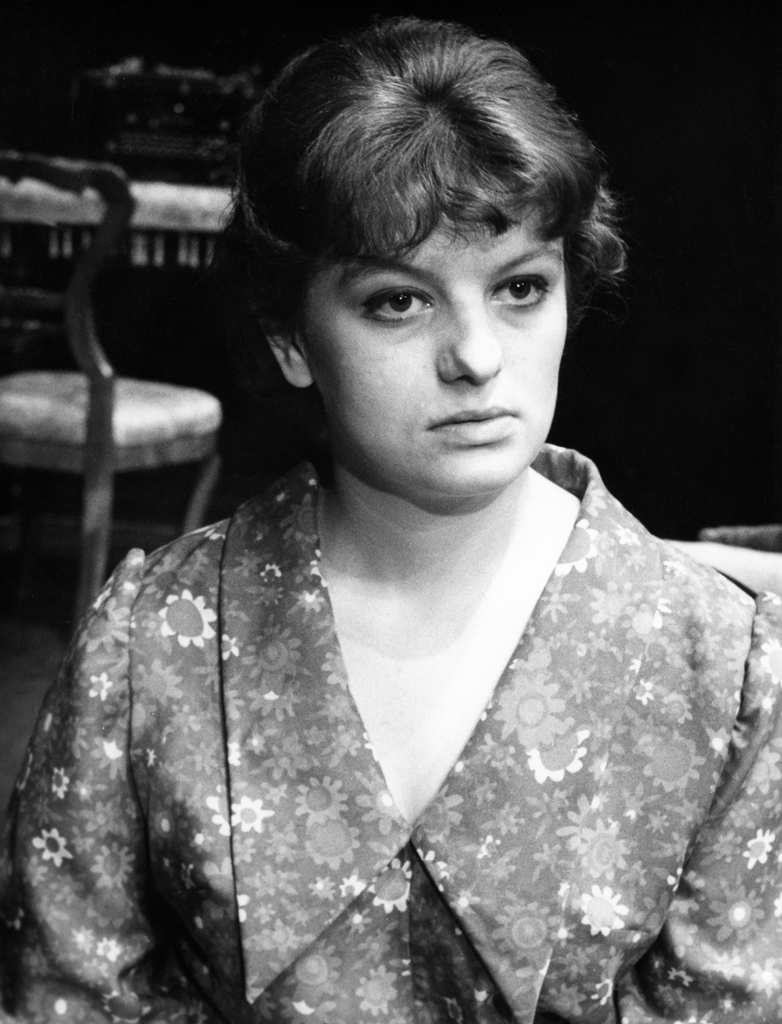
Dans La Ménagerie de verre de Tennessee Williams avec l'AGRFT
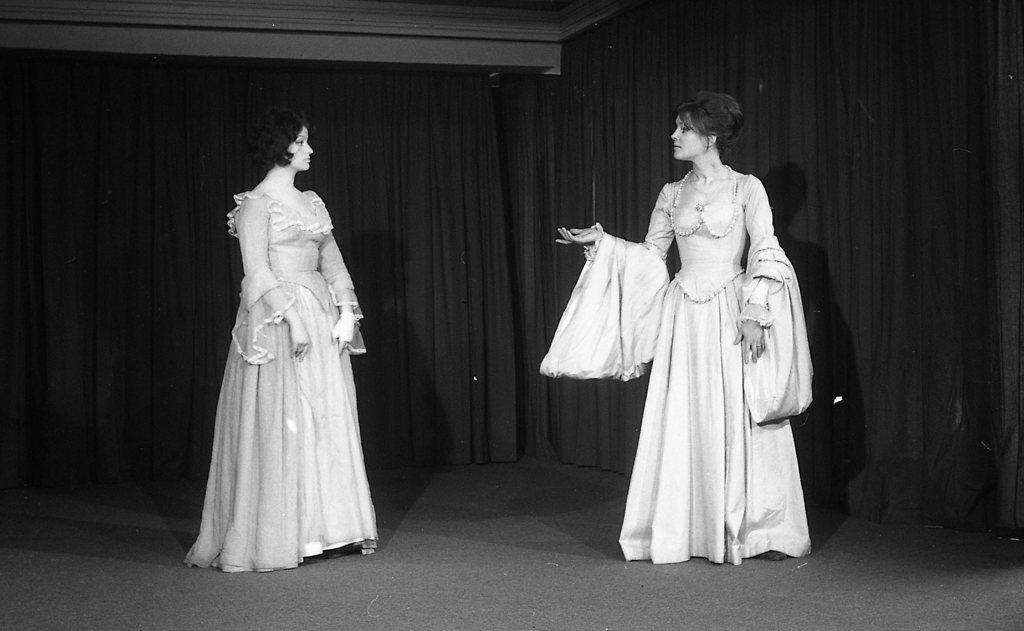
Avec Alenka Vipotnik (sl) dans une pièce de Shakespeare à la fin des années 1960
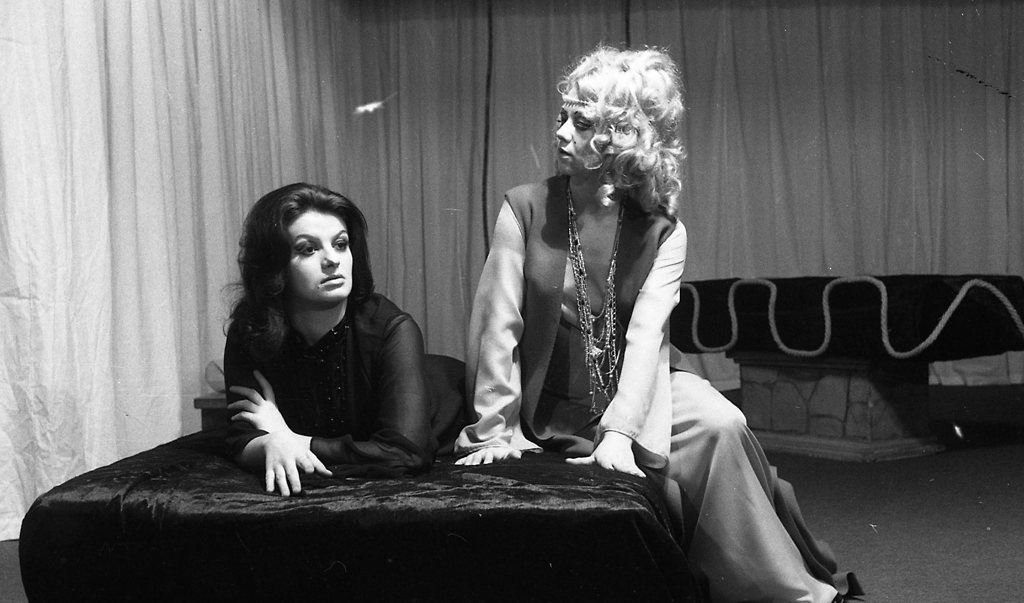
Dans L'École des veuves de Jean Cocteau avec Anica Sivec
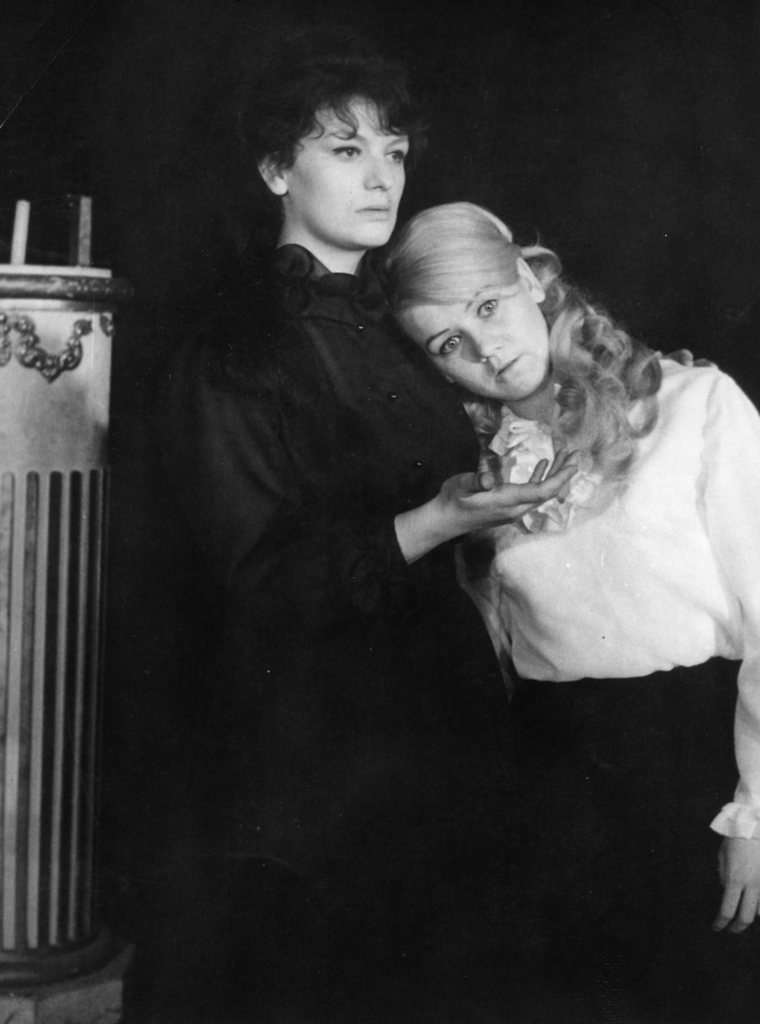
Dans Veronika de Desenice d'Oton Župančič avec Anica Sivec

## Filmographie sélective
- 1997 : Herzog (film) (sl) de Mitja Milavec, projeté au Festival du cinéma méditerranéen de Montpellier[4]
- 2013 : Séduis-moi (en) de Marko Šantić